# العلاقات المالاوية الموزمبيقية
العلاقات المالاوية الموزمبيقية هي العلاقات الثنائية التي تجمع بين مالاوي وموزمبيق.

## مقارنة بين البلدين
هذه مقارنة عامة ومرجعية للدولتين:
| وجه المقارنة                                              | مالاوي                     | موزمبيق          |
| --------------------------------------------------------- | -------------------------- | ---------------- |
| المساحة (كم2)                                             | 118.48 ألف                 | 801.59 ألف       |
| عدد السكان (نسمة)                                         | 18.62 مليون                | 29.67 مليون      |
| الكثافة السكانية (ن./كم²)                                 | 157.16                     | 37.01            |
| العاصمة                                                   | ليلونغوي، زومبا            | مابوتو           |
| اللغة الرسمية                                             | لغة إنجليزية، لغة الشيشيوا | اللغة البرتغالية |
| العملة                                                    | كواشا ملاوية               | متكال موزمبيقي   |
| الناتج المحلي الإجمالي (بليون دولار)                      | 6.30 مليار                 | 12.33 مليار      |
| الناتج المحلي الإجمالي (تعادل القوة الشرائية) بليون دولار | 22.43 مليار                | 33.35 مليار      |
| الناتج المحلي الإجمالي الاسمي للفرد دولار أمريكي          | 338                        | 529              |
| الناتج المحلي الإجمالي للفرد دولار أمريكي                 | 1.20 ألف                   | 1.13 ألف         |
| مؤشر التنمية البشرية                                      | 0.445                      | 0.416            |
| رمز المكالمات الدولي                                      | +265                       | +258             |
| رمز الإنترنت                                              | .mw                        | .mz              |
| المنطقة الزمنية                                           | ت ع م+02:00                | ت ع م+02:00      |

## منظمات دولية مشتركة
يشترك البلدان في عضوية مجموعة من المنظمات الدولية، منها:
| علم المنظمة | اسم المنظمة                                 | تاريخ انضمام مالاوي | تاريخ انضمام موزمبيق |
| ----------- | ------------------------------------------- | ------------------- | -------------------- |
|             | منظمة التجارة العالمية                      | ?                   | ?                    |
|             | الاتحاد الأفريقي                            | ?                   | ?                    |
|             | الأمم المتحدة                               | 1 ديسمبر 1964       | 16 سبتمبر 1975       |
|             | مجموعة دول أفريقيا والكاريبي والمحيط الهادئ | ?                   | ?                    |
|             | الاتحاد الدولي للاتصالات                    | 19 فبراير 1965      | 4 نوفمبر 1975        |
|             | يونسكو                                      | 27 أكتوبر 1964      | 11 أكتوبر 1976       |
|             | الاتحاد البريدي العالمي                     | ?                   | ?                    |
|             | مجموعة التنمية لأفريقيا الجنوبية            | ?                   | ?                    |
|             | مؤسسة التنمية الدولية                       | 19 يوليو 1965       | 24 سبتمبر 1984       |
|             | دول الكومنولث                               | ?                   | 1995                 |
|             | منظمة حظر الأسلحة الكيميائية                | ?                   | ?                    |
|             | وكالة ضمان الاستثمار متعدد الأطراف          | 12 أبريل 1988       | 23 نوفمبر 1994       |
|             | منظمة الشرطة الجنائية الدولية               | ?                   | ?                    |
|             | مؤسسة التمويل الدولية                       | 19 يوليو 1965       | 24 سبتمبر 1984       |
|             | البنك الدولي للإنشاء والتعمير               | 19 يوليو 1965       | 24 سبتمبر 1984       |
|             | البنك الإفريقي للتنمية                      | ?                   | ?                    |
|             | المركز الدولي لتسوية المنازعات الاستشارية   | 14 أكتوبر 1966      | 7 يوليو 1995         |

## وصلات خارجية
- موقع وزارة الخارجية الموزمبيقية